# Río Macará
Der Río Macará, oberhalb der Einmündung des Río Sabiango Río Calvas, ist der 105 km (mit Quellflüssen 161 km) lange linke Quellfluss des Río Chira. Er verläuft auf seiner gesamten Strecke entlang der Grenze zwischen der peruanischen Provinz Ayabaca (links) und der ecuadorianischen Provinz Loja (rechts).

## Flusslauf
Der Río Macará-Calvas entsteht am Zusammenfluss von Río Pindo (rechts) und Río Espíndola (links) auf einer Höhe von 996 m. An dieser Stelle treffen sich die Kantone Espíndola und Calvas sowie der peruanische Distrikt Ayabaca. Der Río Calvas durchquert in überwiegend westnordwestlicher Richtung die westlichen Ausläufer der Anden. Bei Flusskilometer 39 nimmt er den Río Sabiango von rechts auf und heißt im Anschluss Río Macará. Die namengebende Stadt Macará befindet sich 5 km weiter östlich am rechten Flussufer. Der Río Macará setzt seinen Kurs in überwiegend westnordwestlicher Richtung fort. Die Fernstraßenverbindung von Loja nach Tambogrande kreuzt bei Macará den Fluss. Schließlich trifft der Río Macará auf den von Norden kommenden Río Catamayo und vereinigt sich mit diesem zum Río Chira.

## Quellflüsse
Der Río Pindo, im Ober- und Mittellauf abschnittsweise auch Río Yunguilla, Río Huayuca und Río La Capilla, ist der 56 km lange rechte Quellfluss des Río Macará-Calvas. Sein Quellgebiet (⊙) befindet sich nördlich von Gonzanamá auf einer Höhe von etwa 2300 m. Er fließt in überwiegend südlicher Richtung durch das Bergland und bildet dabei die Kantonsgrenze von Calvas zu Quilanga und Espíndola.
Der Río Espíndola, im Oberlauf Río Quingo, ist der 35 km lange linke Quellfluss des Río Macará-Calvas. Er entspringt (⊙) auf einer Höhe von ungefähr 3750 m im äußersten Osten des Distrikts Ayabaca unweit der ecuadorianischen Grenze. Das Quellgebiet liegt an der kontinentalen Wasserscheide. Jenseits dieser befindet sich das Quellgebiet des Río Isimanchi, ein rechter Nebenfluss des Río Mayo (Río Chinchipe). Der Río Espíndola fließt in überwiegend nordnordwestlicher Richtung durch das Bergland und bildet schon nach weniger als zwei Kilometern die Staatsgrenze. Am rechten Flussufer erstreckt sich der ecuadorianische Kanton Espíndola. Bei Flusskilometer 10 mündet der Río Amaluza von rechts in den Río Espíndola. Schließlich vereinigen sich die beiden Quellflüsse zum Río Macará-Calvas.

## Einzugsgebiet
Das Einzugsgebiet des Río Macará umfasst eine Fläche von etwa 2640 km². Es grenzt im Norden an das des Río Catamayo, im Osten an das des Río Mayo-Chinchipe sowie im Süden an das des Río Quiroz und das des abstrom gelegenen Río Chira.